# Inovação aberta
Inovação aberta (open innovation) é um termo abrangente criado por Henry Chesbrough, professor e diretor executivo no Centro de Inovação Aberta da Universidade de Berkeley e chairman do Centro de Open Innovation - Brasil.

## Origens
Ao analisar o comportamento histórico das grandes firmas americanas ao longo do séc. XX, Chesbrough percebeu que o modelo de gestão da inovação utilizado nessas empresas foi bastante fechado no que se refere ao surgimento das ideias e sua aplicação no mercado. Duas premissas fundamentais mantiverem esse modelo: “nós detemos os melhores talentos e portanto nossas ideias são melhores que a dos demais” e “se nós inventamos ninguém melhor do que nós para comercializar”. Entretanto, essas premissas começam a ruir a medida que passamos por alterações sociais profundas na disseminação do conhecimento e portanto na divisão do trabalho para a inovação. 
Esse fenômeno ainda ganha reforço pela crescente globalização da pesquisa, da tecnologia e da própria inovação, que agora podem ser aplicadas em qualquer lugar do planeta graças às novas formas de tecnologia da informação e comunicação que abriram os mercados mundiais para as empresas.
Paralelamente, é crescente a adesão de consumidores e organizações ao mundo conectado em rede. Rapidamente, as informações trocadas nesses ambientes vêm sendo transformadas em conhecimento, que por sua vez, tem sido cada vez mais capitalizado pelas empresas.
Destacam-se a crescente mobilidade de mão-de-obra, o surgimento de centros de formação de excelência em todo o mundo, a perda de hegemonia dos EUA, Europa e Japão para outras regiões emergentes e o crescente investimento em capital empreendedor (capital de risco). 
A mobilidade do conhecimento torna impossível manter todos os melhores talentos e os mais importantes conhecimentos dentro dos departamentos de Pesquisa e Desenvolvimento- P&D. Além de tudo, esses custam caro. Ao invés disso, as organizações precisam olhar para fora em busca de novos caminhos para geração de inovação ao invés de depender inteiramente de seus departamentos de P&D, afirma Chesbrough (2003). Elas precisam colaborar, comprar ou licenciar processos ou invenções (patentes, propriedade intelectual)  de outras companhias, organizações ou instituições. No sentido oposto, invenções internas que não estão sendo usadas em uma organização deveriam ser levadas a público através de licenciamento, joint ventures,  spin-offs etc.
Nesse novo paradigma, no qual o ambiente externo pode e deve ser considerado pelas estratégias de inovação, os departamentos de pesquisa pesquisa e desenvolvimento internos deixaram de ser a única fonte de inovação para as organizações, que precisam então inovar com velocidade cada vez maior. Sendo assim, a inovação passa a fazer parte de um fluxo que tanto pode ser do ambiente interno ao externo e vice-versa, num processo colaborativo (CHESBROUGH,2003).

## Conceito
Inovação aberta, ou em inglês, open innovation, é um termo criado (2003) para as indústrias e organizações que promovem ideias, pensamentos, processos e pesquisas abertos, a fim de melhorar o desenvolvimento de seus produtos, prover melhores serviços para seus clientes, aumentar a eficiência e reforçar o valor agregado (Wikipedia).Chesbrough (2006) afirma que inovação aberta é um paradigma que assume que as organizações podem e devem usar ideias internas e externas, assim como caminhos internos e externos para o mercado.
Rahman e Ramos(2010) afirmam que em termos de  processo, a inovação aberta abrange o gerenciamento e a acumulação de ideias, conhecimentos, licenças, propriedade intelectual, patentes e invenções. Em termos de inovação, pode-se considerar inovação pelo usuário, inovação de marketing, inovação cumulativa e inovação distribuída. Portanto, a teoria de inovação aberta corresponde a uma série de abordagens de inovação cujo elemento base é a inovação feita além dos departamentos de pesquisa e desenvolvimento das organizações. Em outras palavras, inovação aberta incorpora esforços conjuntos de iniciativas internas à organização e uma possível terceirização ou combinação de várias entradas advindas do ambiente externo, durante o processo de concepção e desenvolvimento dos produtos (RAHMAN E RAMOS, 2010)
No contexto das iniciativas de inovação aberta, o termo “open innovation” tem sido utilizado para designar vários fenômenos, como por exemplo, open source, (West and Gallagher ,2007) , inovação centrada no usuário (von Hippel 2005), inovação distribuída (Sawhney and Prandelli 2000), co-criação (Franke and Piller 2004). A dificuldade em se extrair a essência do termo levou a um uso disperso do termo e alguns autores afirmam que pouco existe de novo no fenômeno da inovação aberta (e.g. Piller and Walcher, 2006) com base no fato de que muitos dos  clássicos exemplos de Chesbrough (2003) datam da década de 1950 em diante (GIANNOPOULOU ET al.,2010).
A partir de pesquisa feita com especialistas da área de inovação dentro do escopo de sua revisão de literatura, Elmquist et al. (2009) afirmam que o conceito de inovação aberta precisa ser explorado mais profundamente, especialmente no que diz respeito a sua terminologia:
Desenvolver uma terminologia mais precisa[é importante]. Chesbrough usou o termo ‘inovação aberta’ principalmente para a troca de conhecimento baseada em contratos etc., como sua prática. Entretanto o que nós observamos no campo de software  open source é algo completamente diferente, e seria interessante separar os dois fenômenos conceitualmente.
Assume-se por “aberto”, algo colaborativo e construído com base em inovação, algo parecido com o software open source. A versão de Chesbrough de “aberto” é relativa a abertura do processo de inovação de uma empresa.
Dessa forma, fica claro que existe ainda a necessidade de unificação do conceito utilizado pela comunidade em volta do modelo pensado por Chesbrough(2003).
Baldwin e Hienerth (2006) estudaram o conceito de inovação centrada no usuário. Em seu trabalho, procuraram traçar um modelo de como a inovação centrada no usuário iria evoluir:
Primeiro, um ou mais usuários de algum produto ou serviço reconhecem um novo conjunto de possibilidades de design e começam a explorá-lo. Esses usuários empregam como recursos para desenvolvimento o próprio tempo, esforço ou dinheiro. Na sequência, eles revelam seus produtos/serviços a uma comunidade formada por usuários de mesmas características. Em um determinado ponto,  usuários interessados em comprar os produtos começarão a aparecer, interessados em comprar as inovações ao invés de fazê-las,. Em resposta, alguns usuários tornam-se produtores desses bens, aproveitando os baixos custos de capital de produção para satisfazer as demandas da comunidade recém-formada.
Esse cenário descrito reflete um ambiente de verdadeira pulverização de ideias e de transações e parcerias que podem ser realizadas, a partir de iniciativas de inovação dos usuários de uma comunidade. Tal cenário pode ser explicado pelo conceito de inovação aberta de Gassmann e Enkel (2004)
, que afirmam que “fazer inovação aberta significa que uma organização precisa abrir suas sólidas fronteiras para deixar conhecimento de valor fluir com o objetivo de criar oportunidades para cooperação entre parceiros, clientes e/ou fornecedores”.
Um conceito complementar ao conceito de Baldwin e Hienerth (2006) é o crowdsourcing, amplamente utilizado na internet. De acordo com a Wikipédia,” o crowdsourcing é um modelo de produção que utiliza a inteligência e os conhecimentos coletivos e voluntários espalhados pela internet para resolver problemas, criar conteúdo e soluções ou desenvolver novas tecnologias”.
Villarroel e  Reis (2010) desenvolveram uma ferramenta de “intra-crowdsourcing” ou crowdsourcing corporativo e a deram o nome de “Stock Market for Innovation” (“bolsa para inovação”, em português) , trabalhando assim num contexto ainda mais específico de inovação aberta. 
A ideia foi estender a resolução de problemas para um largo pool  de voluntários colaboradores alocados nas diversas unidades de negócio espalhadas em localidades geográficas distintas. Dessa forma, qualquer funcionário da organização, independente de sua localidade, poderia contribuir para a inovação de qualquer unidade de negócio. Os autores relatam diversos benefícios obtidos a partir da ferramenta implantada.
Apesar das diferentes nomenclaturas adotadas pelos diversos autores, pode-se observar em comum entre as iniciativas apresentadas o caráter de abertura do processo de inovação para que outras fontes pudessem sem exploradas.

## Inovação aberta vs. inovação fechada ou tradicional
A inovação aberta se refere assim a um fluxo aberto, no qual os recursos se movem facilmente na fronteira porosa entre empresa e mercado.
De maneira oposta, closed innovation (ou inovação fechada em português) refere-se ao processo de limitar o conhecimento ao uso interno da empresa e não fazer uso ou somente pouco uso do conhecimento exterior.
Rahman e Ramos(2010) aponta objetivamente as principais características e diferenças dos dois modelos de inovação, que foram sintetizadas na Tabela I, abaixo:
| Valores da Inovação tradicional                                          | Valores da Inovação aberta |
| ------------------------------------------------------------------------ | --- |
| Pesquisa e Desenvolvimento: Inovações ancoradas nos departamentos de P&D | Conexão e desenvolvimento: Executivos da Procter & Gamble estudaram as fonts de inovação externas e estimaram que para cada pesquisador interno havia cerca de 200 cientistas ou engenheiros no mundo (total de 1,5 milhão de pessoas) os quais eram tão bons quanto os talentos internos e que tinham conhecimentos potencialmente utilizáveis Rahman e Ramos(2010). |
| Competição Com a globalização, a organização compete com o mundo.        | Cooperação Parceiros podem ser identificados em qualquer lugar do mundo |
| Periferias fechadas                                                      | Colaboração em rede |
| Organizações atuando com poucos ou nenhum parceiro.                      | Estabelecimento de parcerias para inserção de novos produtos no mercado, determinação de padrões, joint ventures etc |

## Processos centrais de inovação aberta
Em busca de um estabelecimento de uma teoria para o campo da inovação aberta, o trabalho de Gassmann e Enkel (2004) apresenta os conceitos que formalizam os processos que compõem o  modelo um teórico, são eles: processo outside-in; processo inside-out; processo acoplado.

### Processo Outside in
Esse processo é responsável por enriquecer a base de conhecimento da organização através da integração de fornecedores, clientes e conhecimento externo, aumentando assim a capacidade de inovação da organização.
Isto pode ser atingindo abrindo canais de comunicação com clientes e fornecedores, investindo em uma base global de criação de conhecimento, comprando patentes, dentre outros.
Dentre os exemplos de iniciativas simples que podem ser encontrados na internet  está o site “crowdspring”. A ideia da ferramenta é reunir milhares de designers ao redor do mundo que apresentam suas propostas para os clientes que informam suas necessidades na ferramenta. O cliente paga apenas pela proposta vencedora, que foi melhor que centenas de iniciativas de criação de milhares de profissionais.
Outra iniciativa na mesma linha é a Myoo Create, serviço que explora a inteligência coletiva para buscar soluções sustentáveis para as empresas. Nela, os participantes elaboram soluções para os clientes e as mais votadas recebem um prêmio.
Dessa forma, o processo de Outside-in abrange uma iniciativa simples como o crowspring até ações complexas como a aquisição de patentes de outras organizações que podem ser incorporadas em soluções internas.

### Processo Inside-out
A teoria de inovação aberta sustenta que inovações geradas internamente e que não necessariamente sejam utilizadas na organização podem ser externalizadas ou comercializadas para outras companhias, que poderiam utilizá-las de forma mais proveitosa (SAVITSKAYA et al., 2010).
Organizações que escolhem o processo “inside-out” como seu processo chave focam em externalizar o seu conhecimento e inovação com o objetivo de levar ideias ao mercado mais rapidamente do que fariam de forma isolada. Isso significa obter lucros através do licenciamento de propriedade intelectual ou multiplicar a transferência de tecnologia para outras organizações.
Uma estratégia comumente utilizada é a comercialização de uma tecnologia com parceiros tecnológicos que ajudam a estabelecer um padrão de mercado. A companhia Cisco, por exemplo, usa frequentemente deste recurso.

### Processo acoplado
As organizações podem decidir focalizar em ambas as estratégias anteriores. Dessa forma, essas organizações cooperam com outras em redes estratégicas. Cooperação pode ser realizada na forma de consórcios, integração entre clientes e fornecedores; joint ventures e alianças; bem como parcerias com universidades e institutos de pesquisa  (Gassmann e Enkel ,2004).
Um exemplo prático vem da empresa Procter & Gamble, que coopera com clientes, fornecedores, concorrentes e outros institutos para a criação de ideias que podem ser utilizadas no processo de desenvolvimento de novos produtos. (Huston and Sakkab, 2006) .
É importante ressaltar que para Gassmann e Enkel (2004), os três processos de inovação aberta expostos anteriormente podem receber ênfases diferentes de acordo com os objetivos da organização. Eventualmente, pode-se encontrá-los em níveis de desenvolvimento distintos quanto às suas implementações.

## Empresas e projetos que fazemOpen Innovationno Brasil

### ARCELORMITTAL/AÇOLAB
A ArcelorMittal é líder mundial na produção de aço, com clientes em 160 países e unidades industriais em 18 deles. É o principal fornecedor de soluções em aço nos mercados globais automotivo, de construção, eletrodomésticos e embalagens, com P&D de ponta e amplas redes de distribuição. 
A empresa faz um forte investimento em PD&I, com 11 centros de pesquisa em diversos países e também por meio de parcerias com o ecossistema de inovação aberta, incluindo startups, universidades e ICTs.
No Brasil, mantém parcerias estratégicas com o CIT-SENAI/FIEMG, centro de excelência em Tecnologia e Inovação para a indústria 4.0, e a Universidade de São Paulo (USP), com foco na construção civil 4.0.
No fortalecimento da inovação a partir da conexão interno-externo, criou em 2008 o primeiro hub de inovação aberta do aço do mundo, o Açolab.
O Açolab é o primeiro laboratório de inovação aberta do aço do mundo. No Brasil, é responsável por conectar o ecossistema de inovação às oportunidades de parceria, negócios e cocriação com a ArcelorMittal.
E, desde 2021, a empresa também faz investimento CVC (Corporate Venture Capital) em startups que buscam seu ponto de tração e escala. O Açolab Ventures vai investir mais de R$ 100 milhões nos próximos quatro anos.

### FIAT
A montadora italiana, está lançando no Brasil o projeto colaborativo chamado Fiat  Mio.  O projeto vem sendo desenvolvido pela FIAT em parceria com a Agência Click desde Setembro 2009. O projeto de começo já economizou milhões de reais da empresa em pesquisas com consumidor na concepção de um novo carro, pois a partir de um site, as pessoas puderam – espontaneamente – dar depoimentos do que queriam em um carro.
Vamos aos resultados da ação:
1,5 milhão de visitantes;
15,3 mil cadastrados de mais de 100 países;
10 mil ideias enviadas;
3 mil desenhos dos designers da empresa até chegar ao projeto finalizado que fosse não apenas um carro conceito, mas também um carro criado em parceria com o público, que com certeza, são potenciais consumidores do produto.

### TELEFÔNICA/VIVO
Por meio do programa global Telefónica Open Future, a empresa investe em projetos digitais inovadores com potencial de mercado, com o objetivo de promover o crescimento de talentos com ferramentas de aceleração e de assimilar inovação em seu próprio negócio. O programa engloba todas as iniciativas de inovação aberta do Grupo Telefónica, como a aceleradora de startups Wayra, o fundo de investimento Amerigo, que é gerido no país pela Invest Tech, e espaços de crowdworking. A Wayra conta com 12 academias em 10 países e está no Brasil desde 2012, período durante o qual a academia já acelerou 54 empresas digitais. A iniciativa oferece um pacote de aceleração que prevê investimento de US$ 50 mil em cada startup por uma participação minoritária de até 10% na empresa e até 12 meses de aceleração.

### TECNISA
A construtora brasileira lançou em Outubro de 2010 o portal colaborativo chamado Tecnisa Ideias , onde pergunta para as pessoas como é o melhor lugar do mundo para se viver em comunidade.  Com o portal a Tecnisa busca mais que ideias, mas soluções para melhorar a vida das pessoas.  A intenção é criar empreendimentos mais inclusivos, sustentáveis e com a colaboração de todos.
Para lançar o portal a Tecnisa fez uma parceria com o Zooppa, que é uma das maiores redes sociais de propaganda colaborativa (crowdsourcing advertising) do mundo, e tem como objetivo engajar consumidores com as marcas por meio de seu conceito inovador.
A competição teve início em 2/08/2010  e terminou no dia 27/9/2010. Em quase dois meses a competição recebeu 132 peças gráficas, 22 vídeos e 2109 comentários que competiram por 5 mil dólares em prêmios.
Através do portal Tecnisa Ideias você pode enviar sua ideia, fazer perguntas para que outras pessoas e a própria empresa responda e votar nas melhores ideias, além de compartilhar as ideias nas redes sociais.
Até agora a ação conta com 1063 Ideias, 169 Perguntas, 2091 Participantes;

### Movimento Minas
O Movimento Minas é um projeto do Governo do Estado de Minas Gerais que permite a construção de soluções para os desafios da sociedade de forma colaborativa.
Através de uma plataforma, pessoas de qualquer parte do país podem sugerir projetos e conversar sobre  ideias publicadas por outros cidadãos.
Além da disposição do espaço online para discussões, faz parte do projeto também uma fase que envolve análise das ideias de acordo com sua viabilidades e adequação. Algumas ideias se tornam ações.

### Centro Maker[11]
Primeira empresa especializada em Hardware Livre para Makers, com sede no Parque Tecnológico de Itaipu, Brasil. Produzem eletrotônicos abertos criados em comunidade, e também fazem intermediação a produção de criações de Makers.

### Unilever[12]
A Unilever lançou uma plataforma de inovação on-line aberta, destinada a ser uma porta de entrada para colaborações entre especialistas em R&D da própria Unilever e qualquer designer, engenheiro ou outros profissionais para avanços em inovação. Um dos primeiros resultados e a embalagem comprimida de desodorantes, onde a tecnologia e compartilhada com qualquer outra empresa do setor.

### Movimento 100 Open Startups
O movimento 100 Open Startups é uma rede que conecta comunidades e competições de startups com desafios e programas de inovação aberta propostos por grandes empresas e grupos de investidores através da criação de um contexto comum e processos de prospecção, combinação e cocriação em rede. O movimento reúne cerca de 40 grandes empresas em torno de 10 grandes desafios.
As empresas/entidades que participam do movimento propondo desafios e avaliando projetos de startups são: 3M, Abbot, AES, Algar Telecom, Anima, AOC, Atlas Schindler, Banco Original, Bayer CropScience, Cemig, Ci&T, Dow, EDP, Embraer, Estácio, Evonik, FMC, Furukawa, Grupo Fleury, IBM, Intel, Johnson & Johnson, Kimberly-Clark, Kroton, Mahle, Mediphacos, Natura, Novozymes, Ourofino Saúde Animal, Sabesp, Sanofi, Shell, Syngenta, Taesa, Telefônica|Vivo, Universidade Metodista, Whirlpool, Senai e Staoil.